# Общее недоразвитие речи
Общее недоразвитие речи (ОНР) — различные сложные речевые расстройства, при которых у детей нарушено формирование всех компонентов речевой системы, относящихся к звуковой и смысловой стороне, при нормальном слухе и сохранном интеллекте.
Термин ОНР появился в 50-х-60-х годах XX века. Ввела в употребление основоположник дошкольной логопедии в СССР Левина Р. Е. и коллектив научных сотрудников НИИ дефектологии (Н. А. Никашина, Г. А. Каше, Л. Ф. Спирова, Г. И. Жаренкова и др.). Это понятие и сейчас активно используется при формировании логопедических групп детей при детских садах.
- детей с ОНР имеются типичные проявления (несмотря на различную природу дефектов), указывающие на системные нарушения речевой деятельности:
- позднее начало речи: первые слова появляются к 3-4, в крайних случаях и к 7 годам;
- речь аграмматична и недостаточно фонетически оформлена;
- экспрессивная речь отстаёт от импрессивной, то есть ребёнок, понимая речь, обращённую к нему, не может сам правильно выразить свои мысли;
- речь детей с ОНР малопонятна (I,II уровня развития речи по Р. Е. Левиной).

## Уровни речевого развития
Выделяют четыре уровня речевого развития, которые отражают типичное состояние компонентов языка у детей с ОНР:
- I уровень речевого развития характеризуется отсутствием речи (то есть «безречевые дети»). Такие дети пользуются «лепетными» словами, звукоподражаниями, сопровождают «высказывания» мимикой и жестами. Например, «би-би» может означать самолёт, самосвал, пароход.
- II уровень речевого развития. Кроме жестов и «лепетных» слов появляются хотя и искажённые, но достаточно постоянные общеупотребительные слова. Например, «лябока» вместо «яблоко». Произносительные возможности детей значительно отстают от возрастной нормы. Нарушена слоговая структура. Например, наиболее типично сокращение количества слогов: «тевики» вместо «снеговики».
- III уровень речевого развития характеризуется наличием развёрнутой фразовой речи с элементами лексико-грамматического и фонетико-фонематического недоразвития. Свободное общение затруднено. Дети этого уровня вступают в контакты с окружающими только в присутствии знакомых (родителей, воспитателей), вносящих соответствующие пояснения в их речь. Например, «мамой ездиля асьпак. а потом ходиля де летька, там звяна. потом асьпальки небили. потом посьли пак» вместо «С мамой ездила в зоопарк, А потом ходила, где клетка — там обезьяна. Потом в зоопарке не были. Потом пошли в парк».
- IV уровень характеризуется отсутствием нарушений звукопроизношения, а имеет место лишь недостаточно чёткое различие звуков в речи. Эти дети допускают перестановки слогов и звуков, сокращения согласных при стечении, замены и пропуски слогов в речевом потоке. У них недостаточно внятная дикция, вялая артикуляция, «каша во рту». Лексические ошибки проявляются в замене слов, близких по значению («Мальчик чистит метлой двор» — вместо «Мальчик подметает метлой двор»), в смешении признаков («большой дом» вместо «высокий дом»). В грамматическом оформлении речи детей данной категории отмечаются ошибки в употреблении существительных родительного и винительного падежей множественного числа («дети увидели медведев, воронов»). Имеют место нарушения согласования прилагательных с существительными («Я раскрашиваю шарик красным фломастером и красным ручком»). Но все ошибки детей, которые можно отнести к 4 уровню речевого развития при ОНР, встречаются в незначительных количествах и носят непостоянный характер. Причём, если предложить детям сравнить верный и неверный ответы, то ими будет сделан правильный выбор.

## Характеристика ОНР
В анамнезе детей с ОНР часто выявляется внутриутробная гипоксия, резус-конфликт, родовые травмы, асфиксия; в раннем детстве — черепно-мозговые травмы, частые инфекции, хронические заболевания. Неблагоприятная речевая среда, дефицит внимания и общения еще больше тормозят течение речевого развития.
Для всех детей с ОНР характерно позднее появление первых слов — к 3-4, иногда — к 5 годам. Речевая активность детей снижена; речь имеет неправильное звуковое и грамматическое оформление, малопонятна. Вследствие неполноценной речевой деятельности страдает память, внимание, познавательная деятельность, мыслительные операции. Детям с ОНР присуще недостаточное развитие координации движений; общей, тонкой и речевой моторики.
Дети с ОНР I уровня. В общении дети пользуются лепетными словами, однословными предложениями, дополненными мимикой и жестами, смысл которых вне ситуации непонятен. Словарный запас у детей с ОНР 1 уровня резко ограничен; в основном включает отдельные звуковые комплексы, звукоподражания и некоторые обиходные слова. При ОНР 1 уровня также страдает импрессивная речь: дети не понимают значения многих слов и грамматических категорий. Имеет место грубое нарушение слоговой структуры слова: чаще дети воспроизводят только звукокомплексы, состоящие из одного-двух слогов. Артикуляция нечеткая, произношение звуков неустойчивое, многие из них оказываются недоступными для произношения. Фонематические процессы у детей с ОНР 1 уровня носят зачаточный характер: фонематический слух грубо нарушен, для ребенка неясна и невыполнима задача фонематического анализа слова.
Дети с ОНР II уровня. В речи детей вместе с лепетом и жестами, появляются простые предложения, состоящие из 2-3 слов. Однако, высказывания бедны и однотипны по содержанию; чаще выражают предметы и действия. При ОНР 2 уровня отмечается значительное отставание качественного и количественного состава словаря от возрастной нормы: дети не знают значения многих слов, заменяя их похожими по смыслу. Грамматический строй речи не сформирован: дети не правильно употребляют падежные формы, испытывают трудности в согласовании частей речи, употреблении единственного и множественного числа, предлогов и т. д. У детей с ОНР 2 уровня по-прежнему редуцируется произношение слов с простой и сложной слоговой структурой, стечением согласных. Звукопроизношение характеризуется множественными искажениями, заменами и смешениями звуков. Фонематическое восприятие при ОНР 2 уровня отличается выраженной недостаточностью; к звуковому анализу и синтезу дети не готовы.
Дети с ОНР III уровня. Дети пользуются развернутой фразовой речью, но в речи используют преимущественно простые предложения, затрудняясь в построении сложных. Понимание речи приближено к норме, затруднения составляет понимание и усвоение сложных грамматических форм (причастных и деепричастных оборотов) и логических связей (пространственных, временных, причинно-следственных отношений). Объем словарного запаса у детей с ОНР 3 уровня значительно увеличивается: дети употребляют в речи практически все части речи (в большей степени — существительные и глаголы, в меньшей — прилагательные и наречия); типично неточное употребление названий предметов. Дети допускают ошибки в использовании предлогов, согласовании частей речи, употреблении падежных окончаний и ударений. Звуконаполняемость и слоговая структура слов страдает только в трудных случаях. При ОНР 3 уровня звукопроизношение и фонематическое восприятие по-прежнему нарушены, но в меньшей степени.
Дети с ОНР IV уровня. Дети испытывают специфические затруднения в звукопроизношении и повторении слов со сложным слоговым составом, имеют низкий уровень фонематического восприятия, допускают ошибки при словообразовании и словоизменении. Словарь у детей с ОНР 4 уровня достаточно разнообразен, однако дети не всегда точно знают и понимают значение редко встречающихся слов, антонимов и синонимов, пословиц и поговорок и т. д. В самостоятельной речи дети с ОНР 4 уровня испытывают трудности в логическом изложении событий, часто пропускают главное и «застревают» на второстепенных деталях, повторяют ранее сказанное.

## Лечение и логопедическая коррекция
Наиболее эффективно комплексное лечение:
- Логопедические занятия: специальная система логопедических занятий, способствующих развитию речи у детей с моторной и сенсорной формой А. (см. Логопедия). Необходимы систематические занятия
- Логопедический массаж: массаж артикуляционной мускулатуры, участвующей в произнесении звуков. Проводится специальными зондами и способствует нормализации тонуса речевых мышц для облегчения звукопроизношения. Необходим детям с моторной и сенсомоторной А. Проводится курсами по 8-10 сеансов.
- Медикаментозная терапия ноотропами: для улучшения речи неврологом назначаются препараты улучшающие кровоснабжение головного мозга и активизирующие работу нейронов (Гаммалон, Кортексин, Цераксон, Когитум, витаминами В12, В15, и пр.).

## Коррекция ОНР
Логопедическая работа по коррекции ОНР выстаивается дифференцированно, с учетом уровня речевого развития. Так, основными направлениями при ОНР 1 уровня является развитие понимания обращенной речи, активизация самостоятельной речевой активности детей и неречевых процессов (внимания, памяти, мышления). При обучении детей с ОНР 1 уровня не ставится задача правильного фонетического оформления высказывания, но обращается внимание на грамматическую сторону речи.
При ОНР 2 уровня ведется работа над развитием речевой активности и понимания речи, лексико-грамматических средств языка, фразовой речи и уточнением звукопроизношения и вызыванием отсутствующих звуков.
На логопедических занятиях по коррекции ОНР 3 уровня проводится развитие связной речи, совершенствование лексико-грамматической стороны речи, закрепление правильного звукопроизношения и фонематического восприятия. На этом этапе уделяется внимание подготовке детей к усвоению грамоты.
Целью логопедической коррекции при ОНР 4 уровня служит достижение детьми возрастной нормы устной речи, необходимой для успешного школьного обучения. Для этого необходимо совершенствовать и закреплять произносительные умения, фонематические процессы, лексико-грамматическую сторону речи, развернутую фразовую речь; развивать графо-моторные навыки и первичные навыки чтения и письма.
Обучение школьников с тяжелыми формами ОНР 1-2 уровня осуществляется в школах для детей с тяжелыми речевыми нарушениями, где главное внимание уделяется преодолению всех сторон речевого недоразвития. Дети с ОНР 3 уровня учатся в классах коррекционного обучения при массовой школе; с ОНР 4 уровня — в обычных классах.

## Прогноз и профилактика ОНР
Коррекционно-развивающая работа по преодолению ОНР — очень длительный и трудоемкий процесс, который должен начинаться, как можно раньше (с 3-4-х лет). В настоящее время накоплен достаточный опыт успешного обучения и воспитания детей с различными уровнями речевого развития в специализированных («речевых») дошкольных и школьных учебных заведениях.
Предупреждение ОНР у детей аналогично профилактике тех клинических синдромов, при которых оно возникает (алалии, дизартрии, ринолалии, афазии). Родителям следует уделять должное внимание речевой среде, в которой воспитывается ребенок, с раннего возраста стимулировать развитие его речевой активности и неречевых психических процессов.